# Первый киевский машиностроительный завод
Первый киевский машиностроительный завод (до 2018 года — завод «Большевик») — украинский машиностроительный завод в Киеве, существовавший в 1882—2021 годах. Был расположен на пересечении улицы Вадима Гетьмана и проспекта Победы (ул. В. Гетьмана, 2-4, пр-т Победы, 49/2).

## История
Завод основан в 1882 году предпринимателями-чехами Я. Гретером и И. Криванеком под названием «Киевский чугунолитейный и механический завод» на киевской окраине — Шулявке. Выпускал чугунную арматуру, болты, гайки, ремонтировал машины. В 1888 году оформился в акционерное общество «Киевский машиностроительный завод Гретера, Криванека и К°», которое в 1890 году приступило к строительству (на той же территории) нового завода. Стал крупнейшим машиностроительным предприятием города. Производил оборудование для сахарных заводов (в этой области был ведущим в России), паровые котлы, насосы и т. п. В 1896 году на Нижегородской ярмарке заводу присуждена Золотая медаль за паровую машину.
В период революции 1905 года заводские рабочие создали «Шулявскую рабочую республику», где поддерживали порядок боевые дружины.
В 1915 году фактическим владельцем завода стал К. Ярошинский.
Рабочие завода участвовали в октябрьском 1917 года и январском 1918 года вооружённых восстаниях в Киеве.
В 1919 году, после национализации, завод получил название «Первый государственный киевский машиностроительный завод». Выполнял заказы для Красной армии: оборудовал броневики, ремонтировал машины судов Днепровской флотилии.
В 1920—1921 годах снова выпускал оборудование для сахарных заводов, одновременно освоил выпуск машин для переработки торфа, жерновов мельниц. В 1922 году получил название «Большевик».
В 1929 году учёный Е. Патон устроил в котельном цехе лабораторию для электросварочных испытаний, чем положил начало сотрудничеству завода и Института электросварки АН УССР.
Во время реконструкции 1930-х годов к заводу присоединена территория за западными воротами; площадь предприятия увеличилась вдвое, выстроены новые цеха, первый из которых — механический (ныне механосборочный). Завод перепрофилирован на выпуск оборудования для химической промышленности, в частности для производства синтетического каучука. В 1934 году начал выпуск оборудования для шинной и резинотехнической промышленности.
Во время обороны Киева 1941 года завод выпускал снаряды, противотанковые надолбы, броневики, ремонтировал танки и автомобили. В июле—августе 1941 года часть оборудования и рабочих эвакуированы в Кострому, Дзержинск, основная часть переехала в Свердловск, где составила основу комбината «Уралхиммаш». Здесь наладили выпуск 120-миллиметровых миномётов. Государственный комитет обороны наградил «Уралхиммаш», костяк которого составляли рабочие «Большевика», орденом Трудового Красного Знамени.
В оккупированном Киеве в цехах завода на ремонте подвижного состава наряду с рабочими работали военнопленные. Действовала подпольная группа сопротивления В. Хохлова.
На фронтах войны трое рабочих стали Героями Советского Союза:
лётчик-истребитель В. Бондаренко,
командир артиллерийской батареи С. Богайчук,
лётчик-штурмовик И. Лысенко.
В боях за освобождение Киева осенью 1943 года заводские сооружения были значительно повреждены. В административном корпусе располагался командный пункт 167-й Сумско-Киевской стрелковой дивизии.

### После войны
Восстановление началась в 1944 году, и уже в конце года завод стал выпускать мирную продукцию.
Был освоен выпуск аппаратов для производства вискозы, с 1964 года — новая технология литейного производства (изготовления стержней и форм из жидких самотвердеющих смесей).
В 1975 году завод объединён с научно-исследовательским институтом, который в свою очередь имел завод опытного машиностроения и разные лаборатории.
От первоначальных сооружений остались[когда?] здания токарного (теперь инструментальный) цеха, центрального склада (теперь 4-й механосборочный цех) и дом Гретера (теперь Центральная заводская лаборатория).
В 1965 году на фасаде Центральной лаборатории (ул. В. Гетьмана, 4) открыта бронзовая мемориальная доска, в 1975 году на заводском дворе — мемориал в честь заводчан, погибших во Второй мировой войне (скульптор Г. Хусид).

### Независимая Украина
После 1991 года «Большевик» находился в глубоком кризисе, хотя оставался в списке стратегически важных госпредприятий, — его опустевшие полуразрушенные цеха сдавали в аренду под офисы коммерческих фирм и хранили там импортный ширпортеб с Шулявского вещевого рынка.
10 мая 2018 года ПАО «Научно-производственное предприятие „Большевик“» изменило название на АО «Первый киевский машиностроительный завод» (АО «ПКМЗ»).
В 2021 году практически единственным доходом завода стала сдача помещений в аренду; всего на предприятии работает около 200 человек. В июле 2021 года территорию завода начали готовить к приватизации и продаже.
27 октября 2021 года Фонд госимущества Украины продал предприятие на аукционе компании «Дженерал КОММЕРС» за 1,429 млрд грн. (при стартовой цене в 1,39 млрд, это порядка 45 млн евро). Покупатель также будет должен погасить задолженность по зарплате перед работниками предприятия в сумме около 400 млн грн.

## Награды
| Орден Красного Знамени           | [ 4 ] |
| Орден Трудового Красного Знамени | [ 4 ] |
| Орден Ленина — 1966              | В 1966 году Указом Президиума Верховного Совета СССР № 487 с формулировкой «За большие достижения в выполнении задании семилетнего плана по изготовлению оборудования для переработки полимерных материалов и освоение прогрессивных технологических процессов» киевский завод «Большевик» Министерства химического и нефтяного машиностроения СССР был награждён орденом Ленина. |
|                                  | В 1967 году с формулировкой «За успешное выполнение социалистических обязательств, взятых в честь 50-летия Великого Октября» завод награждён памятным знаменем ЦК КПСС, Президиума Верховного Совета СССР, Совета Министров СССР и ВЦСПС. |
|                                  | В 1970 году завод награждён Ленинской юбилейной почётной грамотой ЦК КПСС, Президиума Верховного Совета СССР, Совета Министров СССР и ВЦСПС. |